# Manuela Roani
Manuela Roani (Fabriano, 13 febbraio 1983) è una pallavolista italiana, schiacciatrice del Club Cesena.

## Carriera
Manuela Roani comincia a giocare a pallavolo nella squadra giovanile del Volley Sassoferrato nel 1994; nel 1997 viene ingaggiata dal Fabriano, con la quale disputa tre stagioni in Serie B1 e a seguito della promozione, due stagioni in Serie A2.
Dopo un'annata nella Gubbio, in Serie B1, torna a giocare nuovamente nella serie cadetta con la maglia della Roma, mentre la stagione 2004-05 segna il suo esordio nel campionato di Serie A1 grazie all'ingaggio da parte del Reggio Emilia.
Nelle stagioni successive gioca sempre in Serie A2, prima con il River Volley Rivergaro, con la quale si aggiudica una coppa Italia di categoria e la promozione, poi con l'Arzano ed in seguito con il Castellana Grotte, con la quale ottiene una nuova promozione, disputando con la stessa maglia, nella stagione 2008-09, il massimo campionato italiano.
Dopo un breve ritorno al club di Roma, in Serie A2, nell'annata 2009-10, nella stagione 2010-11, viene ingaggiata dalla Robur Tiboni Urbino, ottenendo la vittoria della Coppa CEV. Nella stagione 2011-12 passa alla neo-promossa Parma, mentre nella stagione successiva è alla Villanterio, in serie cadetta.
Per il campionato 2013-14 torna nel massimo campionato italiano vestendo la maglia del Forlì, per poi passare, nella stagione 2014-15, al Soverato, in Serie A2. Nel campionato 2015-16 gioca per la prima all'estero, approdando nella 1. Bundesliga tedesca con lo Potsdam.
Al rientro in Italia, nella stagione 2016-17 si accasa al Moie in Serie B1, dove rimane per un biennio accettando poi la proposta del Trevi, sempre in B1, per l'annata 2018-19 e quindi quella del Club Cesena, nuovamente in terza serie nazionale, dal campionato seguente.

## Palmarès

### Club
- Coppa Italia di Serie A2: 1

2005-06
- Coppa CEV: 1

2010-11